# Měňany
Měňany (en allemand : Menian) est une commune du district de Beroun, dans la région de Bohême-Centrale, en Tchéquie. Sa population s'élevait à 309 habitants en 2020.

## Géographie
Měňany se trouve à 7 km au sud-sud-est de Beroun et à 30 km au sud-ouest de Prague.
La commune est limitée par Tetín au nord, par Korno et Liteň à l'est, par Vinařice au sud, et par Suchomasty et Koněprusy à l'ouest.

## Histoire
La première mention écrite de la localité date de 1389.